# Tadeusz Machalski (1881–1943)
Tadeusz Adam Machalski (ur. 16 października 1881 w Tarnowie, zm. 1943) – major piechoty Wojska Polskiego, nauczyciel.

## Życiorys
Urodził się 16 października 1861 w Tarnowie, w rodzinie Stanisława i Julii z Czajkowskich. Ukończył w 1902 gimnazjum w Tarnowie. Studiował na Uniwersytecie Jagiellońskim i uniwersytecie w Monachium, które ukończył w 1907. Po ukończeniu studiów pracował jako nauczyciel w seminarium nauczycielskim w Tarnowie oraz działał w skautingu i pełnił funkcję komendanta Polskich Drużyn Strzeleckich w Tarnowie. Był oficerem rezerwy piechoty c. i k. Armii. Na stopień podporucznika został mianowany ze starszeństwem z 1 stycznia 1913. W 1914 jego oddziałem macierzystym był Pułk Piechoty Nr 57 w Tarnowie. Podczas I wojny światowej ciężko ranny dostał się do niewoli rosyjskie, następnie w 5 Dywizji Syberyjskiej, z którą powrócił do kraju i do 1923 służył w Wojsku Polskim. Został awansowany do stopnia majora rezerwy piechoty ze starszeństwem z dniem 1 czerwca 1919. Brał udział w wojnie polsko-bolszewickiej. Jego oddziałem macierzystym był 16 pułk piechoty w garnizonie Tarnów. 24 marca 1921 roku Minister Spraw Wojskowych, generał porucznik Kazimierz Sosnkowski mianował T. Machalskiego z Oddziału III Naukowo-Szkolnego Sztabu Ministerstwa Spraw Wojskowych dowódcą Korpusu Kadetów Nr 3 w Wielkopolsce i powierzył mu jego organizację. Po zorganizowaniu korpusu miał on przejść do miejsca przeznaczenia, które nie zostało określone. W październiku 1921 major Machalski został dowódcą Korpusu Kadetów Nr 1 we Lwowie i pełnił tę funkcję do 1923. W tym samym roku został przydzielony do Rezerwy Oficerów Sztabowych Dowództwa Okręgu Korpusu Nr V w Krakowie. 15 marca 1924 został przeniesiony do 29 pułku piechoty w Kaliszu na stanowisko komendanta Kadry Batalionu Zapasowego. W tym samym roku został przeniesiony do rezerwy. W 1934 roku, jako oficer pospolitego ruszenia pozostawał w ewidencji Powiatowej Komendy Uzupełnień Tarnów. Posiadał przydział do Oficerskiej Kadry Okręgowej Nr V. Był wówczas „reklamowany na 12 miesięcy”.
Pełnił funkcję dyrektora III Gimnazjum w Tarnowie od 1934 do 1939. Pracował także w II Gimnazjum w Tarnowie.
Od 1909 był mężem Eleonory Piorunowskiej.
Zmarł podczas II wojny światowej w 1943. Został pochowany na Starym Cmentarzu w Tarnowie.

## Ordery i odznaczenia
- Krzyż Oficerski Orderu Odrodzenia Polski (2 maja 1923)[14][15][16]
- Krzyż Walecznych[3]
- Medal Niepodległości (18 października 1932)[17]
- Medal Pamiątkowy za Wojnę 1918–1921[3]
- Medal Dziesięciolecia Odzyskanej Niepodległości[3]
- Srebrny Medal za Długoletnią Służbę[3]
- Medal Zwycięstwa (Médaille Interalliée)[3]